# Superman: Whatever Happened to the Man of Tomorrow?
Whatever Happened to the Man of Tomorrow? (рус. Что случилось с человеком завтрашнего дня?) — сюжетная арка комиксов о Супермене, опубликованная издательством DC Comics в сентябре 1986 года. Арка состоит из двух выпусков Superman #423 и Action Comics #583, и была написана Аланом Муром в соавторстве с художником Куртом Своном в стиле рассказов давнего автора Супермена Морта Вейсингера, переписанных на современный лад. Рассказ стал одной из самых известных работ DC, а также окончательным завершением Серебряного века комиксов и подводящим к последующей серии комиксов The Man of Steel (рус. Человек из стали) автора Джона Бирна, которая стала перезапуском комиксов о Супермене после Кризиса на Бесконечных Землях. Арка стала последней работой Курта Свона в рамках изданий DC, к которым он впоследствии возвращался только в особых случаях.

## Сюжет

### Superman#423
Сюжет начинается в 1997 году с рассказа репортёра газеты Daily Planet Тима Крейна, который приходит с визитом к бывшему редактору Daily Planet Лоис Лейн-Эллиот, которая, вероятно, является последним человеком, который видел Супермена в живых и Крейн надеется, что она прольет свет на некоторые факты. Лоис рассказывает историю о последних днях жизни Человека из стали.
Десятью годами ранее, когда стало известно о том, что Кларк Кент и Супермен — одно и то же лицо, и он и его близкие стали мишенью злодеев и преступников, которые надеялись убить всех, кто как-то с ним связан. Это способствовало тому, что Бизарро создал клон Супермена и практически добился своей цели, но сколько Супермен ни убивал своих врагов, ему так и не удалось разрушить родную планету Бизарро, а своего клона заставить совершить самоубийство с помощью синего криптонита. Тем временем в Арктике Лекс Лютор находит останки андроида Брейниака и находит некоторые части, якобы с целью изучить их более тщательно. Лютор случайно активирует корпус Брейниака и тот получает над ним полный контроль и в надежде отомстить Супермену начинает постройку нового корабля. Он объединяется с Криптонитовым человеком, который имеет свои цели относительно Супермена.
После спасения сотрудников Daily Planet от нападения армии Металло, Супермен решает взять самых близких ему людей, в том числе Лану Лэнг, Лоис Лейн, Джимми Олсена, Перри Уайта и его жену Элис, в Крепость Одиночества в целях их безопасности. К ним присоединяется вернувшийся из космоса Крипто. В то же время, Легион Супергероев, в том числе недавно погибшая Супердевушка (которая отправилась из прошлого в настоящее время), отправляются в XXX-й век, чтобы вернуть Супермену его трофей — прожектор из Фантомной зоны с надписью «Его верховный час».

### Action Comics#583
На следующий день Брейниак и прибывшие из 30 века члены Легиона суперзлодеев подготавливают осаду Крепости Одиночества, подтверждая опасения Супермена. Брейниак возвёл силовое поле вокруг крепости, чтобы предотвратить попытки других героев помочь Супермену, в том числе Чудо-женщины, Бэтмена и Капитана Марвела. Внутри крепости Лана и Джимми Олсен находят несколько старых вещей, которыми раньше пользовался Супермен — сыворотка, один из костюмов, который Лана носила во время своего недолгого пребывания Королевой насекомых. Они решают воспользоваться ими чтобы помочь Супермену. Лана успешно даёт отпор Криптонитовому человеку, а Джимми пробивает силовое поле Брейниака. В это время Лексу Лютору удалось ненадого вернуть контроль над своим телом, и он просит Лану убить его, в надежде чего Брейниак погибнет, лишившись носителя и Лана неохотно соглашается.
Легион суперзлодеев, успев понять как им удалось получить суперсилу, убивает Лану. Джимми убивает Лютора, но Брейниак способен временно сохранять контроль над трупом Лютора. Брейниак отправляет в крепость ядерную бомбу и окончательно разрушает её. Криптонитовый человек первым входит внутрь, надеясь «заставить Супермена позеленеть и умереть». Крипто, почувствовав угрозу для хозяина, бросается и убивает Криптонитового человека, но умирает сам из-за слишком высокой дозы радиации криптонита.
В итоге Брейниак теряет контроль над телом Лютора и вынужден отступить. Легион суперзлодеев возвращается в будущее, увидев гнев Супермена после смерти Ланы. Все его старые враги бежали, кроме одного — Мр. Мксизптлк. С помощью Лоис Супермен наконец понимает, для чего он получил прожектор, увидев который Мксизптлк паникует и хочет отправиться в своё измерение, но Супермен, в ярости, решает отправить его в Фантомную зону. Разрываясь между двумя измерениями Миксджестилик умирает с ужасным криком. Супермен понимает, что нарушил данное себе обещание никогда не убивать даже злодеев, и добровольно в качестве наказания входит в камеру с золотым криптонитом, который способен отнимать у Супермена его силу. Супермен исчезает из Крепости Одиночества, а выжившие Лоис, Перри Уайт и его жена понимают, что Супермен добровольно ушел в арктическую метель, совершив тем самым самоубийство, так как без своих сил он не сможет выжить.
Лоис заканчивает рассказ и Крейн покидает дом Эллиотов. В комнату входит Джордан Эллиот, супруг Лоис, и она подмигивает ему, косвенно намекая, что он и есть Кларк Кент, который наконец получил возможность жить обычной жизнью. Он воспитывает сына, Джонатана, который, по-видимому, унаследовал силу Супермена. В финале Джордан подмигивает Лоис и читателю, готовясь жить долго и счастливо как обычный человек.

## Издания
История была перепечатала в 1997 году и выпущена в бумажной обложке, однако в 2006 году DC перестали выпускать переиздание и вместе с Batman: The Killing Joke (рус. Бэтмен: Убийственная шутка) издали сюжет в рамках антологии Across the Universe: The Stories of Alan Moore (рус. Через вселенную: Истории Алана Мура), которая в настоящее время выходит под названием DC Universe: the Stories of Alan Moore (рус. ВСеленная DC: Истории Алана Мура). В первых изданиях эссе в качестве пролога было опущено, но позже снова добавлено.
В 2009 году DC объявили, что намерены повторно выпустить историю в виде коллекционного тома в твёрдой обложке, в который войдут как оригинальный рассказ, так и дополнительные материалы авторства Мура, в том числе ежегодник Superman Annual #11 с классическим рассказом For the Man Who Has Everything (рус. Для человека, у которого есть всё), а также DC Comics Presents #85, в котором Супермен работает в команде с Болотной тварью.
- Superman: «Whatever Happened to the Man of Tomorrow?» (бумажная обложка, 47 страниц, 1997, DC, ISBN 1-56389-315-0)
- DC Universe: The Stories of Alan Moore (бумажная обложка, 2006, Titan Books ISBN 1-84576-257-6 DC ISBN 1-4012-0927-0)
- Superman: Whatever Happened to the Man of Tomorrow? Deluxe Edition (твёрдая обложка, июль 2009)[5][6]